# ブロッチュ
ブロッチュ（ブロチュ、ブロッチョオまたはブロチョ）チーズ（コルシカ語: brocciu、フランス語: broccio）は、フランスのコルシカ島全域で生産される、羊やヤギの乳を原料として製造されるフレッシュおよび熟成チーズ。語源は「凝固させる」を意味するプロヴァンス語の broussa という説と、「フレッシュチーズ」を意味する brousse という説が挙げられる。
羊乳やヤギ乳による他のチーズを作る際にできるホエーを再利用して、それにさらに羊、ヤギの乳を追加して作られる。この際に塩も添加する。90℃に加熱するとたんぱく質が浮いてくるので、これをすくってカゴに入れ水分を切る。このカゴはかつてはイグサを編んで作ったものを使用していたが、現代ではプラスチックのものを使用している（ただし、現代においてもイグサのカゴを使っている生産者もある）。できたてのブロッチュの食感はさながら豆腐のようで、これは48時間以内に出荷しなくてはならない。熟成させる場合は板の上に原型をキープしたままのせ、表面に塩をかけてなじませてから15日以上熟成させる。
フレッシュなものは砂糖とマール酒（マール (marc) はぶどうの搾りかすまたはそれを原料とした蒸留酒をいう）をかけて食べる。
フィアドーネなど、多彩な料理の食材としても使用される。
コルシカ島出身のマリア・レティツィア・ボナパルトはパリに引越しした際、このチーズの味を懐かしんでパリでも作れるようにとヤギをとりよせたが、チーズの再現には失敗したという逸話が残っている。